# Palermo
Palermo es una ciudad italiana, capital de la región autónoma de Sicilia y de la Ciudad Metropolitana de Palermo. Tiene una población estimada, a fines de diciembre de 2024, de 625 956 habitantes.
Está dotada de un considerable patrimonio artístico y arquitectónico que abarca desde restos púnicos hasta casas de estilo art nouveau, pasando por residencias de estilo árabe y normando, iglesias barrocas y teatros neoclásicos. En julio de 2015, el conjunto «Palermo árabe-normando y las catedrales de Cefalú y Monreale» fue incluido en la lista del patrimonio de la Humanidad por la UNESCO.

## Toponimia
El nombre de la ciudad en italiano es Palermo (AFI: [paˈlɛrmo]); en siciliano, es Palemmu ([paˈlɛmmʊ]); y en el dialecto local, es Paliemmu ([paˈljæmmʊ]). En castellano se la conoce como Palermo.

## Historia

### Antigüedad

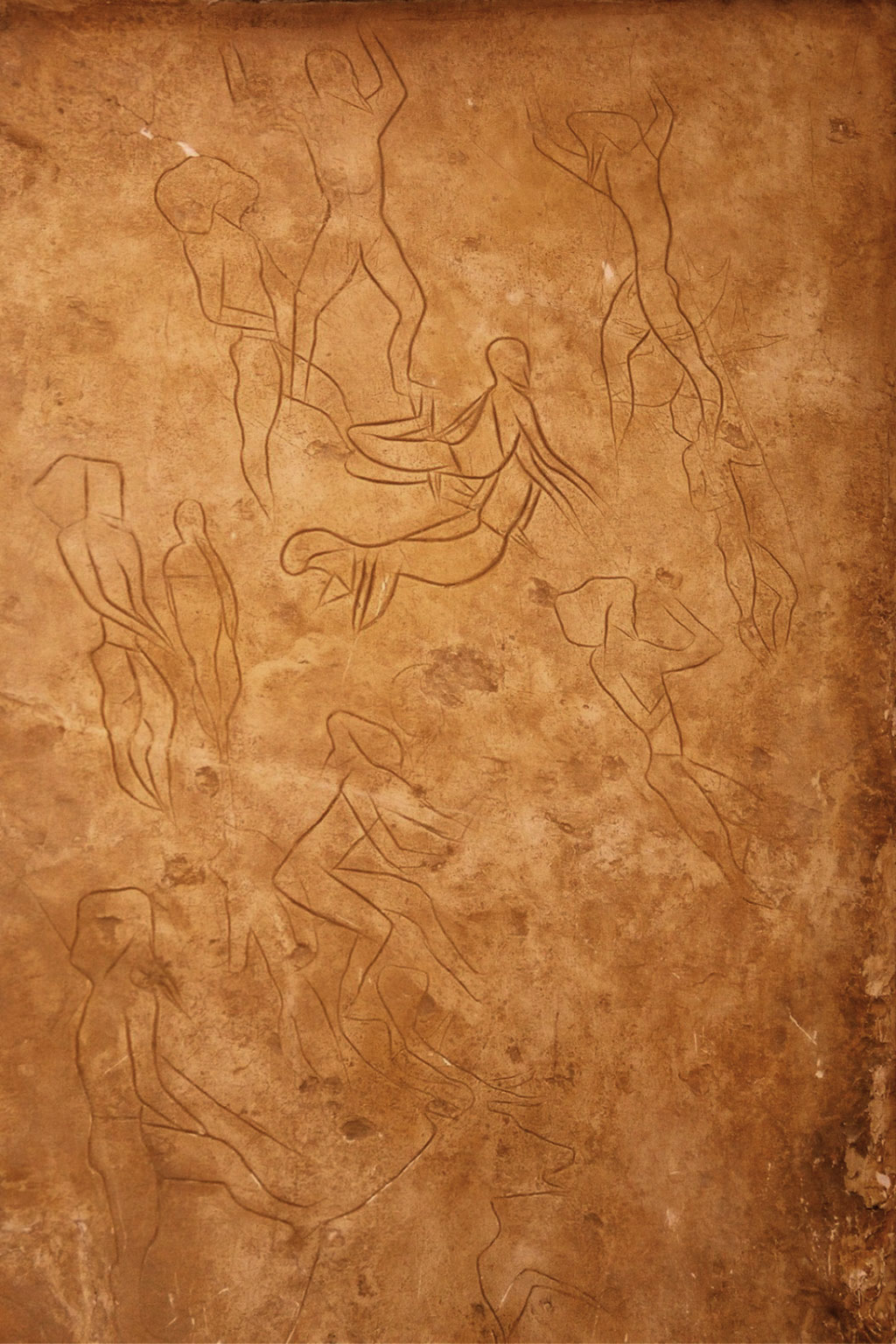
Pinturas rupestres en la cueva de Addaura.

La llanura de Palermo y las montañas que la rodean están habitadas desde épocas prehistóricas. Restos de esta presencia son las pinturas rupestres que se encuentran en la cueva de Addaura, en el monte Pellegrino, situadas al norte de la ciudad y que estuvieron habitadas durante el Paleolítico y el Mesolítico.
Palermo fue fundada hacia el siglo VIII a. C., en un puerto natural, por los fenicios con el nombre de Ziz («flor») y más tarde pasó a los cartagineses.
Los primeros asentamientos y fundaciones fueron transformados en una ciudad a la que fue dado el nombre de Mabbonath que en fenicio significa «alojamientos», es decir, ciudad habitada. Pronto se convirtió en la más importante del llamado triángulo fenicio, comprendiendo Motia y Solunte, del que habla Tucídides.

También los fenicios estaban establecidos a todo lo largo de la costa de Sicilia, pues se habían apoderado de los promontorios sobre el mar y de las pequeñas islas cercanas a la costa con vistas a su comercio con los sículos; pero cuando los griegos empezaron a arribar en gran número, abandonaron la mayor parte de sus asentamientos y, concentrándose, se limitaron a ocupar Motia, Solunte y Panormo, en la vecindad de los élimos, tanto porque confiaban en su alianza con ellos como por el hecho de que aquél es el sitio desde donde es más corta la travesía entre Cartago y Sicilia
Tucídides, Historia de la Guerra del Peloponeso vi.2.6

De la dominación fenicia quedan algunos testimonios, como los muros antiguos de la ciudad, que permanecen en algunas calles y en el centro del casco antiguo, el Pie Fenicio constituido por la calle principal, la Avenida Vittorio Emanuele y toda una serie de callejones perpendiculares a esta. De esta época, la Palermo fenicio-púnica tiene únicamente restos arqueológicos en las necrópolis, que se extienden entre la Plaza Independencia al norte, la «roca» de Monreale y la zona denominada Papireto.

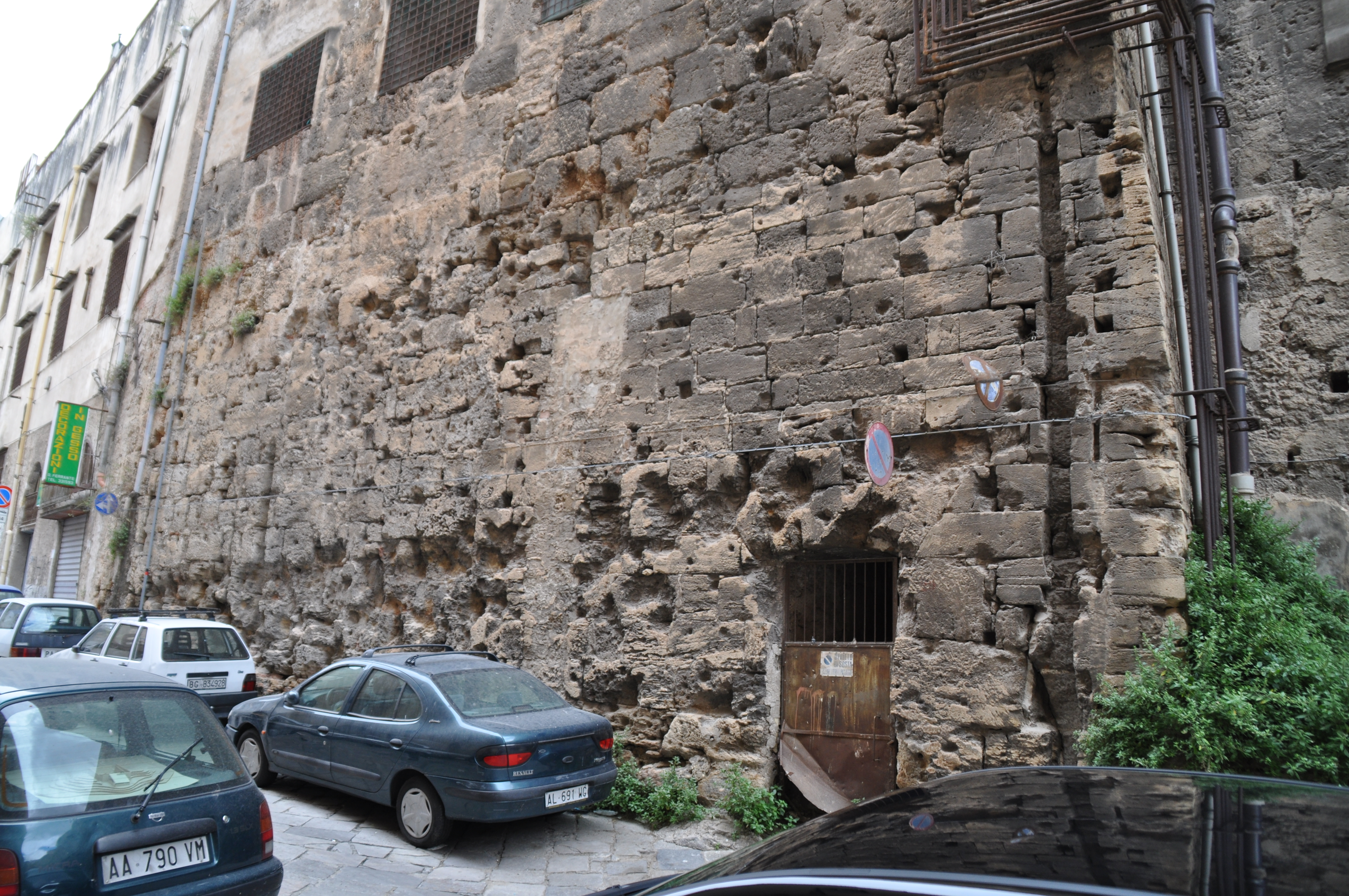
Tramo de la muralla púnica en el convento de Santa Caterina (a.C.).

Entre los siglo VIII y VI a. C. los griegos colonizaron Sicilia, le dieron el nombre de Panormo, 'puerto fluvial' (para subrayar la peculiaridad geográfica de que se trataba de una península rodeada por las desembocaduras de dos ríos, y por lo tanto fácilmente defendible, del que procede el actual puerto), y mantuvieron el comercio con los cartagineses, es decir, con el pueblo descendiente de los fenicios, que fundaron un reino en las costas africanas.
Durante la primera guerra púnica fue un importante bastión de Cartago. En el año 254 a. C. los romanos conquistaron Palermo y debieron defenderla de las numerosas tentativas de reconquista de los cartagineses en el 251 a. C.

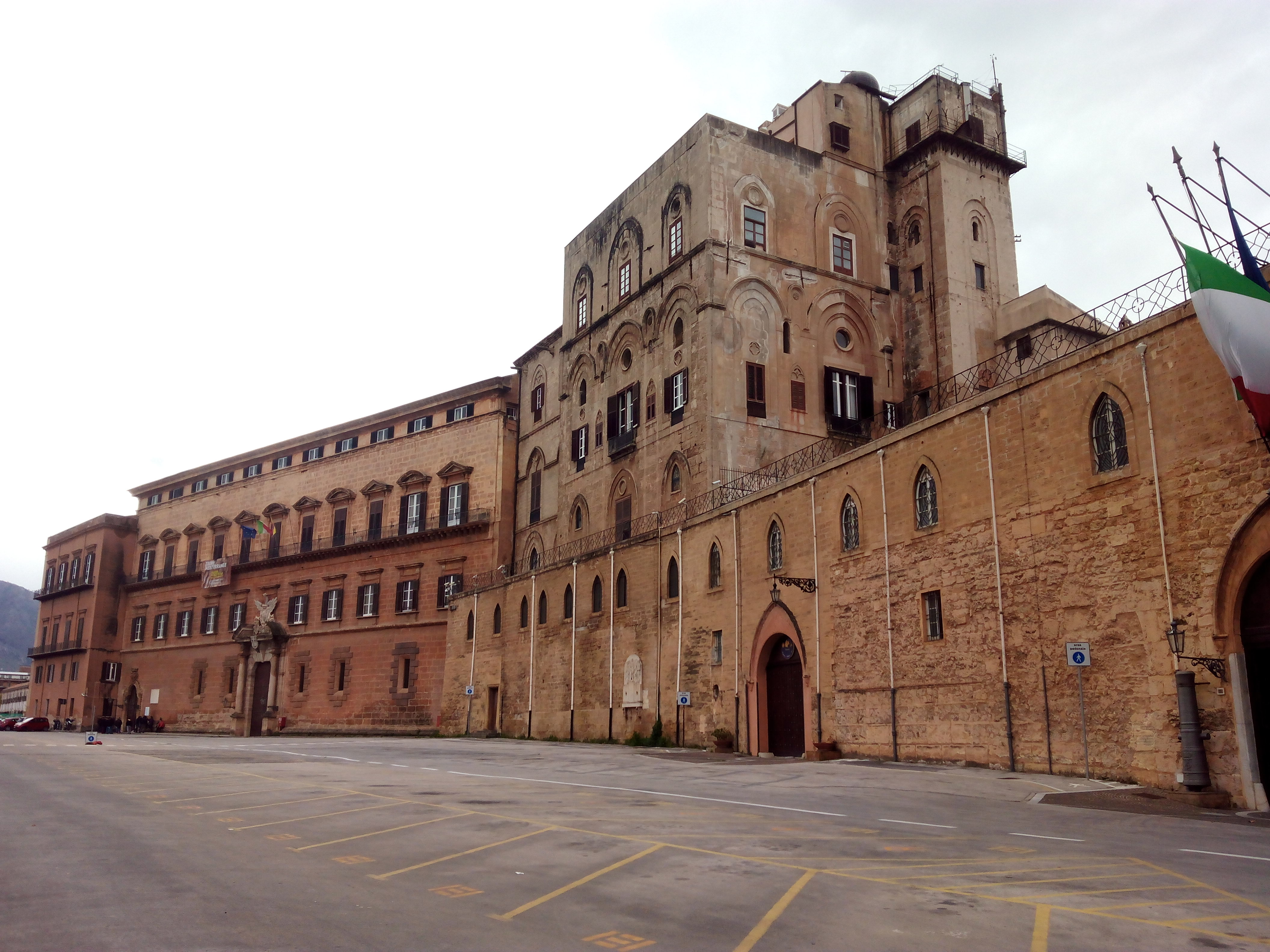
Palacio de Los Normandos,
sede del Parlamento de Sicilia

El nombre latino de Palermo era Panormus. Bajo el emperador romano Augusto, legionarios romanos se estacionaron en la ciudad. Sicilia en la Antigüedad era una zona cuya lengua dominante era el griego antiguo, sobre todo en la parte oriental. Palermo estaba en la frontera con la zona donde se hablaba griego.

### Edad Media
Tras la caída del Imperio romano, cuando los vándalos fundaron su imperio en 439, con la actual Túnez como centro y Cartago como capital, invadieron varias veces Sicilia hasta que consiguieron anexionarse Palermo definitivamente. Posteriormente fue recuperada por los bizantinos, que la mantuvieron en su poder durante tres siglos.
En 826, las desavenencias entre el comandante de la flota bizantina en Sicilia, Eufemio de Mesina, y el emperador Miguel II desembocaron en una lucha por el poder en la isla, en la que finalmente se involucraron los árabes. Estos fueron ocupando la isla durante los siglos IX y X. Palermo fue conquistada en el 831 después de un largo asedio, convirtiéndose en la capital del emirato de Sicilia, que se encontraba nominalmente bajo el poder aglabí. En Palermo se establecieron principalmente musulmanes de origen árabe, a diferencia de otras zonas de Sicilia donde los bereberes formaron mayorías. Con la caída de los aglabíes, la isla obtuvo una mayor autonomía, aunque las revueltas y luchas intestinas entre árabes, bereberes y cristianos deterioraron la situación. Sólo tras el afianzamiento del califato Fatimí en Ifriqiya, el califa Ismail al-Mansur estabilizó la isla bajo su dominio, nombrando a su lugarteniente Hasan al Kalbi emir de la isla en el 948, el cual fijó su residencia en Palermo e instauró su propia dinastía, la kálbida. Con la paz surgió un florecimiento económico debido a la mejora de la agricultura y al aumento de la actividad comercial y artesanal.
El dinero recaudado por Ismail fue utilizado para la financiación de obras públicas en la ciudad, donde se amplió el puerto y se construyeron un nuevo castillo, palacios, jardines, mezquitas (entre las que destacó la mezquita aljama) y el primer viaje de agua de Palermo que aseguró el suministro de agua y dio cobertura al crecimiento demográfico que se estima alcanzó en esta etapa los 300 000 habitantes. Este fue debido principalmente a la migración que llegó desde otras partes de Sicilia y a los comerciantes extranjeros que se establecieron en la ciudad. Para albergar a toda esta población surgieron alrededor del centro nuevos barrios que fueron protegidos con la construcción de una nueva muralla. Durante este periodo Palermo albergó a comunidades cristianas y judías que pudieron coexistir pacíficamente con los musulmanes, tras aceptar el pago de la yizia, impuesto que se exigía a los no musulmanes (dhimmi). Numerosos topónimos de Palermo son de procedencia árabe, como, por ejemplo, el nombre de los distritos históricos de la ciudad.

Los normandos dirigidos por Roger de Altavilla y su hermano Roberto Guiscardo comenzaron en 1061, bajo la aquiescencia papal, la conquista de Sicilia. El primer gran ataque perpetrado contra la ciudad de Palermo tuvo lugar el año 1064, cuando una expedición de soldados de Pisa intentó sin éxito apoderarse de ella, provocando la destrucción y el pillaje en sus alrededores y en el puerto. Finalmente tras varios intentos de tomar la capital, los normandos iniciaron en 1071 un asedio que terminó al año siguiente con la capitulación de Palermo bajo la promesa de que los ciudadanos serían libres de practicar su religión y regirse por sus propias leyes. En el año 1194, la ciudad fue conquistada por el emperador germánico, Enrique VI. 

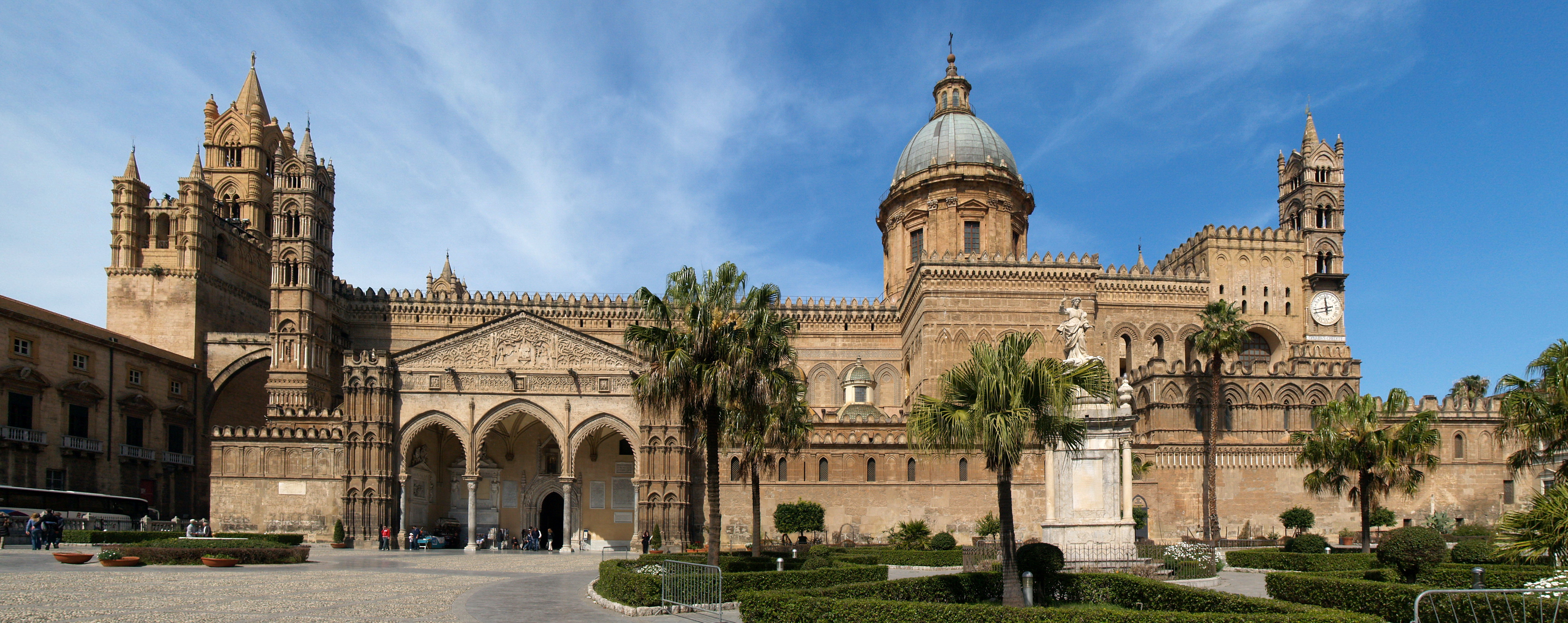
Catedral de Palermo

En 1282 el pueblo de Palermo se rebeló contra los franceses, en las llamadas Vísperas sicilianas, que dan lugar a la expulsión de Carlos y al comienzo de la influencia aragonesa sobre la isla.

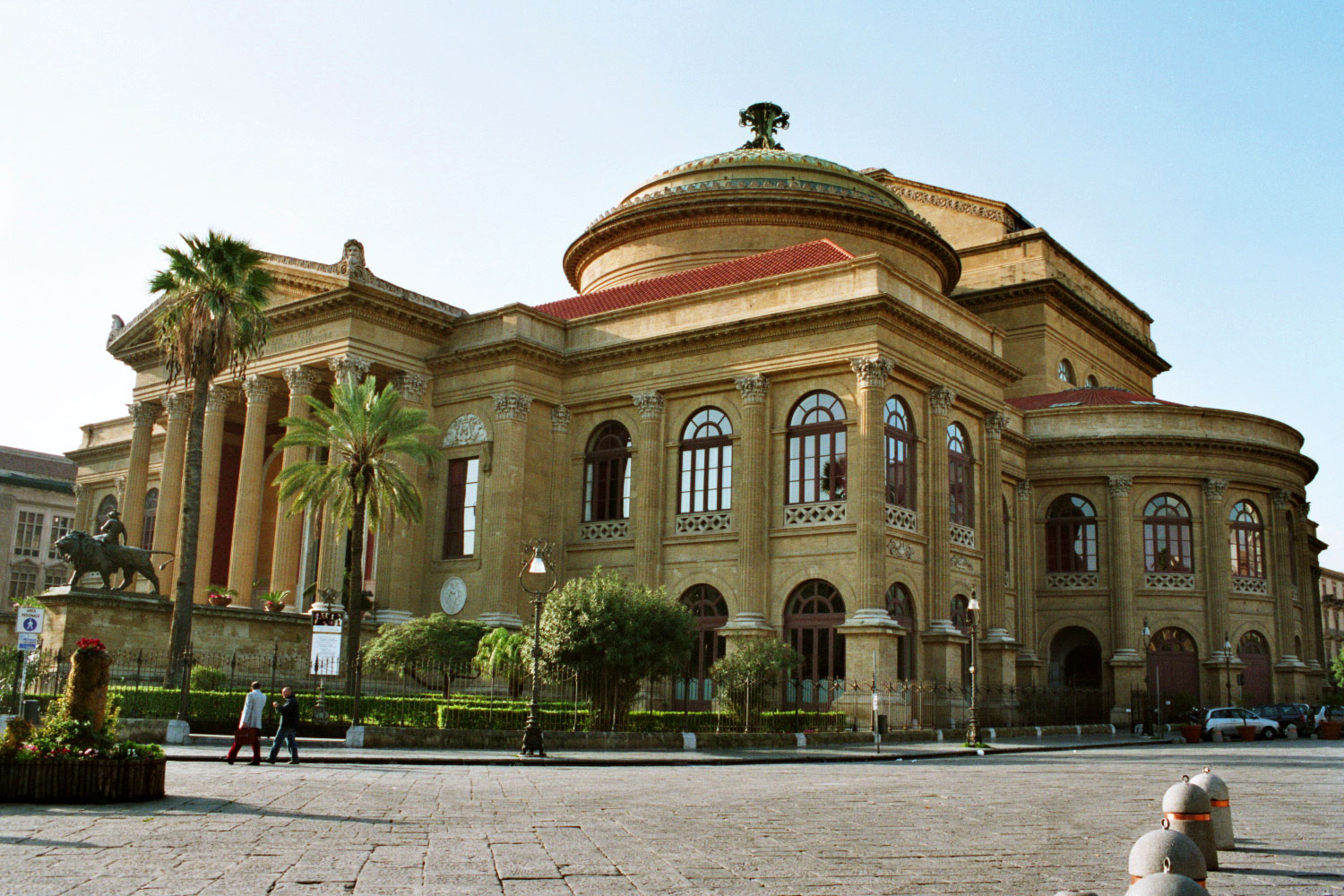
Teatro Massimo

### Edad Moderna

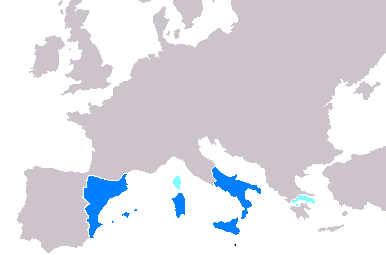
Mapa de los territorios poseídos por la Corona de Aragón.

La ciudad fue ocupada por austríacos y españoles. Bajo el dominio español, la población pasó de 30 000 a mitad del siglo XV a 135 000 habitantes en vísperas de la peste de 1656. En los siglos XVI y XVII, se construyeron en Palermo numerosos monumentos de estilo barroco, muchos de los cuales permanecen intactos en nuestros días.
Los Borbones unificaron Sicilia con el Reino de Nápoles en 1734; Palermo se convirtió entonces en una simple villa de provincia, ya que la corte real se trasladó a Nápoles. La ciudad y sus palacios cayeron en desuso. El 12 de enero de 1848, Palermo fue escenario de los primeros movimientos revolucionarios de Europa en aquellos años.

### Edad Contemporánea
A partir de 1861, Palermo continuó como el centro administrativo de Sicilia. La familia Florio desarrolló un cierto crecimiento económico e industrial. A principios del siglo XX, Palermo se expandió territorialmente fuera de sus fronteras, en su mayoría hacia el norte a lo largo de la nueva avenida, la vía della Libertà. Este camino pronto contó con un gran número de villas de estilo art nouveau. Muchos de estos edificios fueron construidos por el famoso arquitecto Ernesto Basile. El Grand Hotel Villa Igeia, edificado por Basile para la familia Florio, es un buen ejemplo del estilo nouveau palermitano. El Teatro Massimo fue construido en el mismo período por Basile y su hijo, y fue inaugurado en 1897.

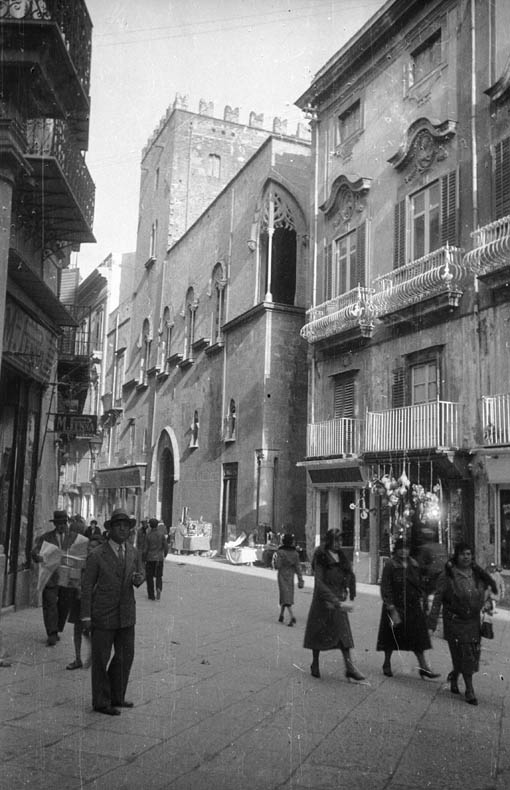
Calle de la ciudad hacia 1932, durante el periodo de entreguerras

Durante la Segunda Guerra Mundial, Palermo permaneció prácticamente intocable hasta que los aliados comenzaron a avanzar hasta Italia después de la invasión aliada de Sicilia en 1943. En julio, el puerto y los distritos aledaños fueron fuertemente bombardeados por las fuerzas aliadas y quedaron destruidos. Seis décadas más tarde el centro de la ciudad aún no había sido totalmente reconstruido, y era frecuente ver aún las paredes hundidas y los edificios devastados. En 1946 la ciudad fue declarada sede del Parlamento regional, como capital de un Estado de la Región Especial (1947), cuya sede se encuentra en el Palazzo dei Normanni. El futuro de Palermo parecía brillante. Lamentablemente, la ciudad dejó escapar las próximas décadas, debido a la incompetencia, la incapacidad, la corrupción y el abuso de poder.
La tónica general de la época contemporánea fue, y sigue siendo, la lucha contra la mafia y los bandoleros como Salvatore Giuliano, que controlaban la zona vecina de Montelepri. El Estado italiano tuvo que compartir el control efectivo, económico, así como el administrativo del territorio con las familias de mafiosos.
El conocido como "Saqueo de Palermo" fue una de las principales caras visibles de este problema. La reducción de importancia de la agricultura en la economía siciliana dio lugar a una migración masiva a las ciudades, especialmente en Palermo, que aumentó considerablemente su tamaño. En lugar de reconstruir el centro de la ciudad se lanzó una frenética expansión hacia el norte, donde prácticamente se levantó una ciudad nueva. El plan regulador para la expansión fue en gran medida ignorado. Zonas nuevas de la ciudad aparecían casi de la nada, pero sin parques, escuelas, edificios públicos, caminos adecuados o demás comodidades que caracterizan a una ciudad moderna. La mafia desempeñó un gran papel en este proceso, que era un elemento importante en la transición de la mafia de un fenómeno principalmente rural a la organización delictiva en la gran ciudad. La mafia se aprovechó de la corrupción de oficiales de la ciudad (un exalcalde de Palermo, Vito Ciancimino, fue condenado por soborno) y la protección procedente del propio gobierno central italiano.
La ciudad vivió un verdadero infierno durante las décadas de 1980 y 1990, cuando muchos funcionarios públicos perdieron la vida en la lucha contra las organizaciones criminales de Sicilia y Palermo. Estos asesinatos incluyeron el del general de los carabinieri, Carlo Alberto Dalla Chiesa, el presidente regional Piersanti Mattarella, Padre Pino Puglisi, un sacerdote que había luchado por los jóvenes que vivían en los suburbios, y los magistrados Giovanni Falcone y Paolo Borsellino.

## Demografía
En 2007 había 666 552 habitantes en Palermo (en el área del Gran Palermo se concentraban un millón de personas), de los cuales el 52,4 % eran mujeres y el 47,6 % hombres. La población menor de 18 años representaba el 21,64 % del total de los habitantes, mientras que la población pensionista registraba un porcentaje menor, el 16,54 %. Estos datos contrastan con la media nacional italiana donde los porcentajes se invierten, y los menores de 18 años representaban el 18,06 %, mientras que los pensionistas, el 19,94 %. La media de edad de los habitantes de Palermo era 37 años más joven que la media italiana, con 42. Entre los años 2002 y 2007 la población de la ciudad descendió un 2,92 %, mientras que en Italia se registró un incremento del 3,56 %. Las razones de este descenso hay que buscarlas en la emigración de la población hacia los suburbios y hacia el norte de Italia. La tasa de fecundidad era de 10,75 nacimientos por cada 1000 habitantes, algo mayor que la media nacional, que se situaba en los 9,45.
| Gráfica de evolución demográfica de Palermo entre 1861 y 2021 |
|                                                               |
| Fuente: ISTAT - Elaboración gráfica de Wikipedia              |

### Etnias y minorías extranjeras
Al 1 de enero de 2024, los extranjeros residentes en el municipio eran 25.135, es decir, el 5,2% de la población. Los grupos más grandes se muestran a continuación:
La comunidad extranjera más numerosa es la de Bangladesh, con un 23,6% de todos los extranjeros presentes en el país, seguida de Sri Lanka y Rumanía.

## Monumentos y lugares de interés

El conjunto «Palermo árabe-normando y las catedrales de Cefalú y Monreale» fue declarado Patrimonio de la Humanidad en 2015

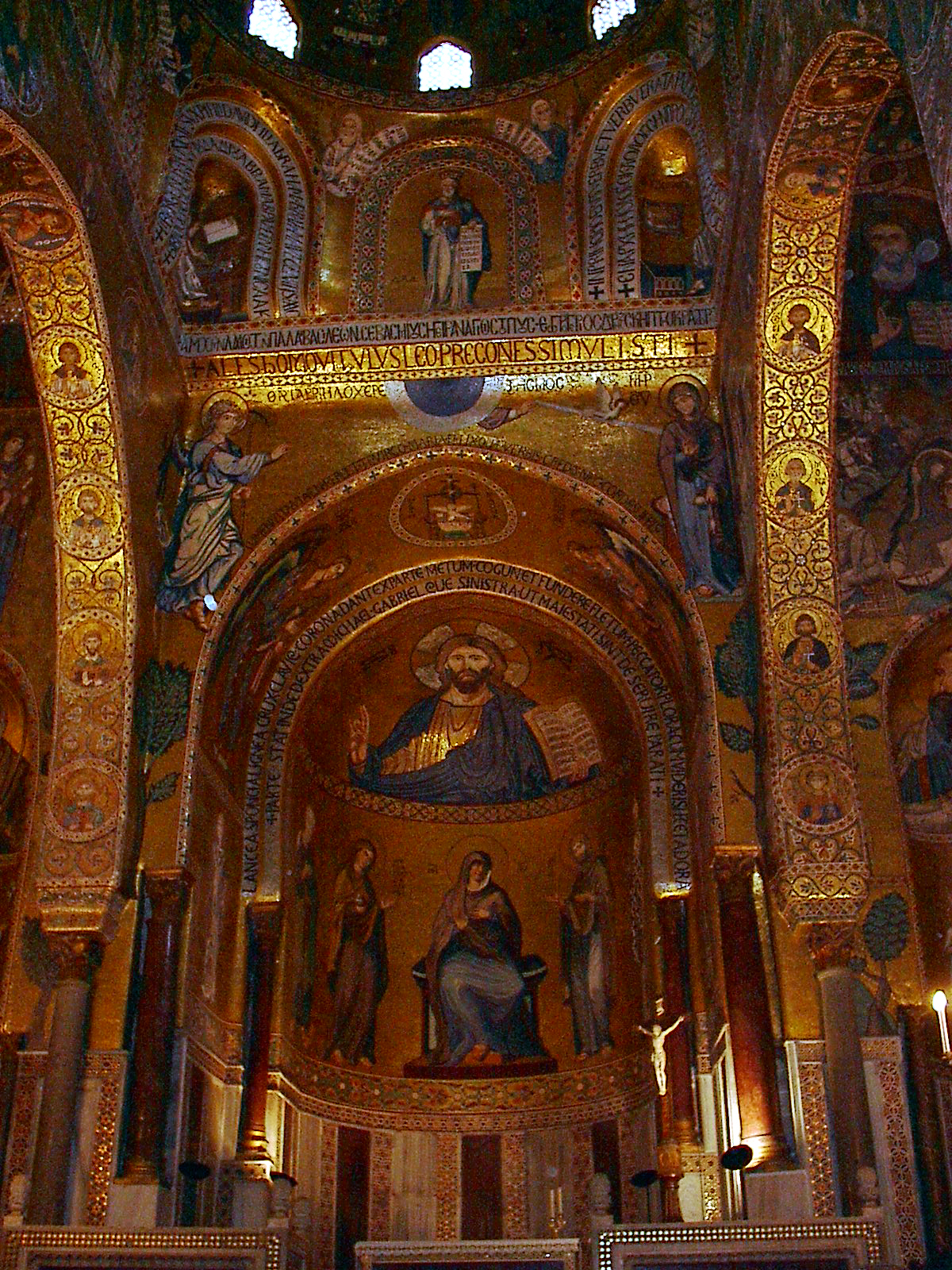
Capilla palatina de Palermo

Palermo ha conservado el testimonio de la cultura de todos sus conquistadores: cartagineses, romanos, bizantinos, árabes, normandos (con su arquitectura normanda), españoles o austríacos, todos dejaron su huella en la ciudad.
Confluyen en Palermo diferentes estilos artísticos: medieval, barroco, norteafricano, norteeuropeo y muchos otros. A pesar de todas estas distintas influencias, es una ciudad que ha conservado su propia identidad. De gran importancia histórica y artística es Palazzo Natoli, que contiene los frescos de las leyendas heroicas de la dinastía principios Natoli milenarias.
En julio de 2015, el conjunto «Palermo árabe-normando y las catedrales de Cefalú y Monreale» fue incluido en la lista del patrimonio de la Humanidad por la Unesco, recogiendo expresamente siete bienes individuales en la ciudad: Palazzo dei Normanni y Cappella Palatina, San Giovanni degli Eremiti, Iglesia de la Martorana, Iglesia de San Cataldo, Catedral de Palermo, Palacio de Zisa y el Ponte dell'Ammiraglio.
Además, son de interés turístico las catacumbas de los Capuchinos, con momias conservadas en distinto grado; la iglesia de San Ignacio, la Iglesia de Santa Eulalia de los Catalanes, la San Francisco de Asís, San Giuseppe dei Teatini y la Casa Professa; los Oratorios entre los que destacan los decorados por Giacomo Serpotta; los Quattro Canti; la fontana Pretoria; los teatros Politeama y Massimo; la preciosa playa de Mondello. Entre los museos más importantes de Palermo se pueden citar el Museo Arqueológico (que posee la llamada Piedra de Palermo), la Galería Regional de Sicilia (Palazzo Abatellis), y el Museo Internacional de Marionetas. El Teatro Massimo es el mayor de los teatros de ópera de Italia y el tercero más grande de Europa. Está dedicado al rey Víctor Manuel II de Italia.

## Geografía
Palermo se encuentra en la costa norte de la isla siciliana, a orillas del mar Tirreno.

### Clima
De acuerdo a los datos de la tabla a continuación y a los criterios de la clasificación climática de Köppen modificada el Aeropuerto de Palermo-Boccadifalco (que se encuentra en las afueras ciudad a una altitud de 117 m sobre el nivel del mar) presenta un clima mediterráneo de tipo Csa («templado con verano seco y caluroso»).
| Parámetros climáticos promedio de Palermo/Boccadifalco (1971-2000) | Parámetros climáticos promedio de Palermo/Boccadifalco (1971-2000) | Parámetros climáticos promedio de Palermo/Boccadifalco (1971-2000) | Parámetros climáticos promedio de Palermo/Boccadifalco (1971-2000) | Parámetros climáticos promedio de Palermo/Boccadifalco (1971-2000) | Parámetros climáticos promedio de Palermo/Boccadifalco (1971-2000) | Parámetros climáticos promedio de Palermo/Boccadifalco (1971-2000) | Parámetros climáticos promedio de Palermo/Boccadifalco (1971-2000) | Parámetros climáticos promedio de Palermo/Boccadifalco (1971-2000) | Parámetros climáticos promedio de Palermo/Boccadifalco (1971-2000) | Parámetros climáticos promedio de Palermo/Boccadifalco (1971-2000) | Parámetros climáticos promedio de Palermo/Boccadifalco (1971-2000) | Parámetros climáticos promedio de Palermo/Boccadifalco (1971-2000) | Parámetros climáticos promedio de Palermo/Boccadifalco (1971-2000) |
| Mes                                                                | Ene.                                                               | Feb.                                                               | Mar.                                                               | Abr.                                                               | May.                                                               | Jun.                                                               | Jul.                                                               | Ago.                                                               | Sep.                                                               | Oct.                                                               | Nov.                                                               | Dic.                                                               | Anual                                                              |
| ------------------------------------------------------------------ | ------------------------------------------------------------------ | ------------------------------------------------------------------ | ------------------------------------------------------------------ | ------------------------------------------------------------------ | ------------------------------------------------------------------ | ------------------------------------------------------------------ | ------------------------------------------------------------------ | ------------------------------------------------------------------ | ------------------------------------------------------------------ | ------------------------------------------------------------------ | ------------------------------------------------------------------ | ------------------------------------------------------------------ | ------------------------------------------------------------------ |
| Temp. máx. media (°C)                                              | 14.7                                                               | 14.5                                                               | 16.4                                                               | 18.7                                                               | 23.3                                                               | 27.2                                                               | 29.8                                                               | 30.5                                                               | 27.5                                                               | 23.5                                                               | 19.0                                                               | 15.8                                                               | 21.7                                                               |
| Temp. media (°C)                                                   | 11.8                                                               | 11.5                                                               | 13.0                                                               | 15.1                                                               | 19.3                                                               | 23.2                                                               | 25.8                                                               | 26.6                                                               | 23.8                                                               | 20.1                                                               | 16.0                                                               | 13.0                                                               | 18.3                                                               |
| Temp. mín. media (°C)                                              | 8.9                                                                | 8.5                                                                | 9.6                                                                | 11.4                                                               | 15.3                                                               | 19.2                                                               | 21.7                                                               | 22.7                                                               | 20.1                                                               | 16.7                                                               | 12.9                                                               | 10.2                                                               | 14.8                                                               |
| Precipitación total (mm)                                           | 97.5                                                               | 109.9                                                              | 78.2                                                               | 65.1                                                               | 36.2                                                               | 17.9                                                               | 6.7                                                                | 31.8                                                               | 65.3                                                               | 105.6                                                              | 117.5                                                              | 123.7                                                              | 855.4                                                              |
| Días de precipitaciones (≥ 1 mm)                                   | 9                                                                  | 10                                                                 | 9                                                                  | 9                                                                  | 4                                                                  | 2                                                                  | 1                                                                  | 2                                                                  | 5                                                                  | 8                                                                  | 10                                                                 | 12                                                                 | 81                                                                 |
| Fuente: Servizio meteorologico dell'Aeronautica Militare Italiana  |                                                                    |                                                                    |                                                                    |                                                                    |                                                                    |                                                                    |                                                                    |                                                                    |                                                                    |                                                                    |                                                                    |                                                                    |                                                                    |

## Circunscripciones
En 1976 el Ayuntamiento dividió la ciudad en 55 unidades de primer nivel, correspondientes a áreas de planificación sociourbanística del tejido urbano muy diferenciadas. En la misma ocasión, las 55 unidades de primer nivel fueron agrupadas en 25 barrios, división que se mantuvo vigente hasta mediados de los años 1990, cuando, mediante resoluciones de 1995 y 1997, el Concejo adoptó una nueva división del territorio en ocho circunscripciones.
| Circunscripción | Barrios                                                                                          |
| --------------- | ------------------------------------------------------------------------------------------------ |
| I               | Tribunali-Castellamare, Palazzo Reale, Monte di Pietà.                                           |
| II              | Brancaccio-Ciaculli, Settecannoli, Oreto Stazione (parte)                                        |
| III             | Villagrazia, Falsomiele, Oreto Stazione (parte)                                                  |
| IV              | Cuba, S. Rosalia, Altarello, Mezzomonreale, Boccadifalco                                         |
| V               | Zisa, Uditore Passo di Rigano, Borgo Nuovo, Noce                                                 |
| VI              | San Giovanni Apostolo, Resuttana, San Lorenzo                                                    |
| VII             | Arenella, Vergine Maria, Pallavicino, Tommaso Natale, Sferracavallo, Partanna-Mondello, Mondello |
| VIII            | Politeama, Libertà, Montepellegrino, Malaspina-Palagonia                                         |

## Deportes

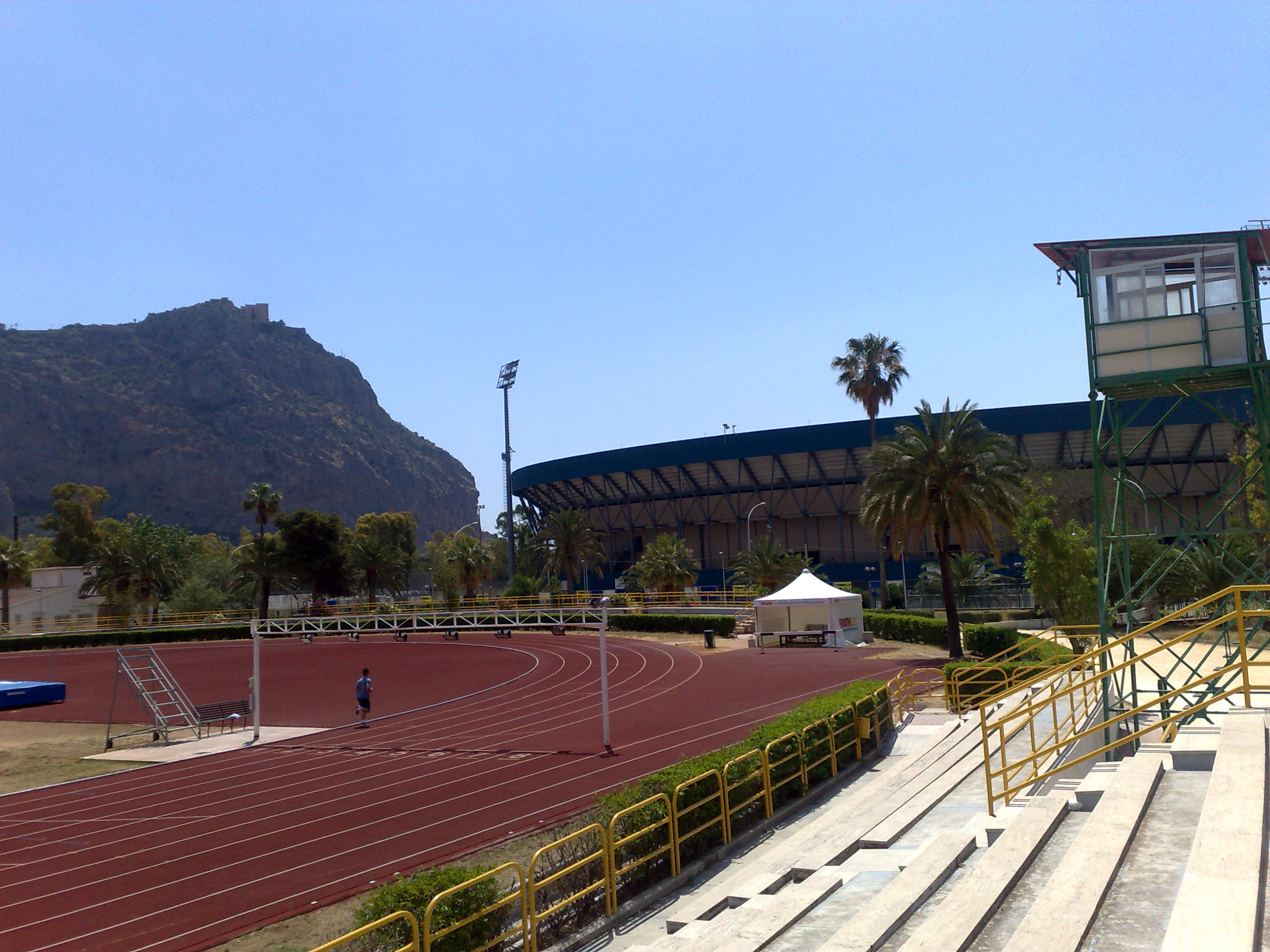
Stadio Renzo Barbera visto desde el Stadio delle Palme.

La ciudad alberga al club de fútbol Palermo FC, que a partir de la temporada 2022-23 participará en la Serie B, la segunda categoría del fútbol italiano. El equipo juega sus partidos de local en el Estadio Renzo Barbera, también conocido como La Favorita. Este tiene capacidad para 37.000 espectadores y fue una de las sedes de la Copa Mundial de 1990; además, ha acogido diversos partidos, tanto amistosos como oficiales, de la selección italiana.

## Transportes

### Ferrocarriles

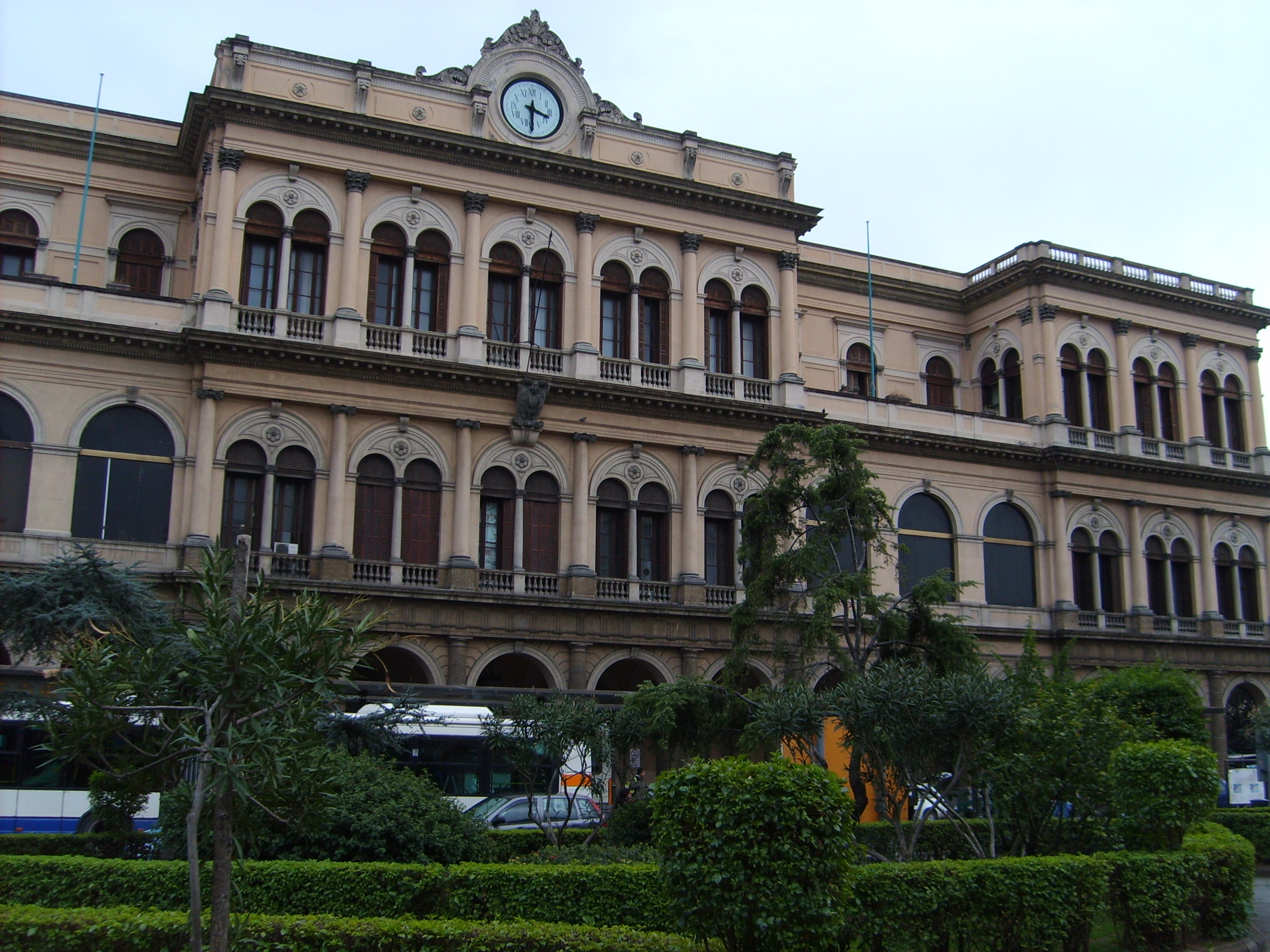
Estación de Palermo Central.

La Estación de Palermo Central es la principal estación ferroviaria. Posee un flujo de 52 mil viajeros diarios y un total de unos 19 millones al año. Es un importante hub ferroviario para toda la región siciliana: es la cabecera de las líneas Palermo-Catania y Palermo-Agrigento; además se encuentra en la línea Mesina-Palermo y Palermo-Trapani. Acoge a los trenes de larga distancia Intercity (IC) e Intercity nocturnos (ICN) directos a Nápoles, Roma y Milán, y se conecta con el Servicio ferroviario metropolitano de Palermo.
Otras estaciones de la ciudad son: Notarbartolo, Palazzo Reale-Orleans, Lolli, Tommaso Natale, Brancaccio, San Lorenzo Colli, Francia, Giachery y Vespri.
El Servicio ferroviario metropolitano está formado por dos líneas, cuya principal forma parte de la red nacional. Esta cuenta con 14 estaciones y discurre desde el noreste al sudoeste. La segunda tiene 4 estaciones y brinda un recorrido de circunvalación de la zona céntrica de la ciudad con vía única. 

### Marítimo

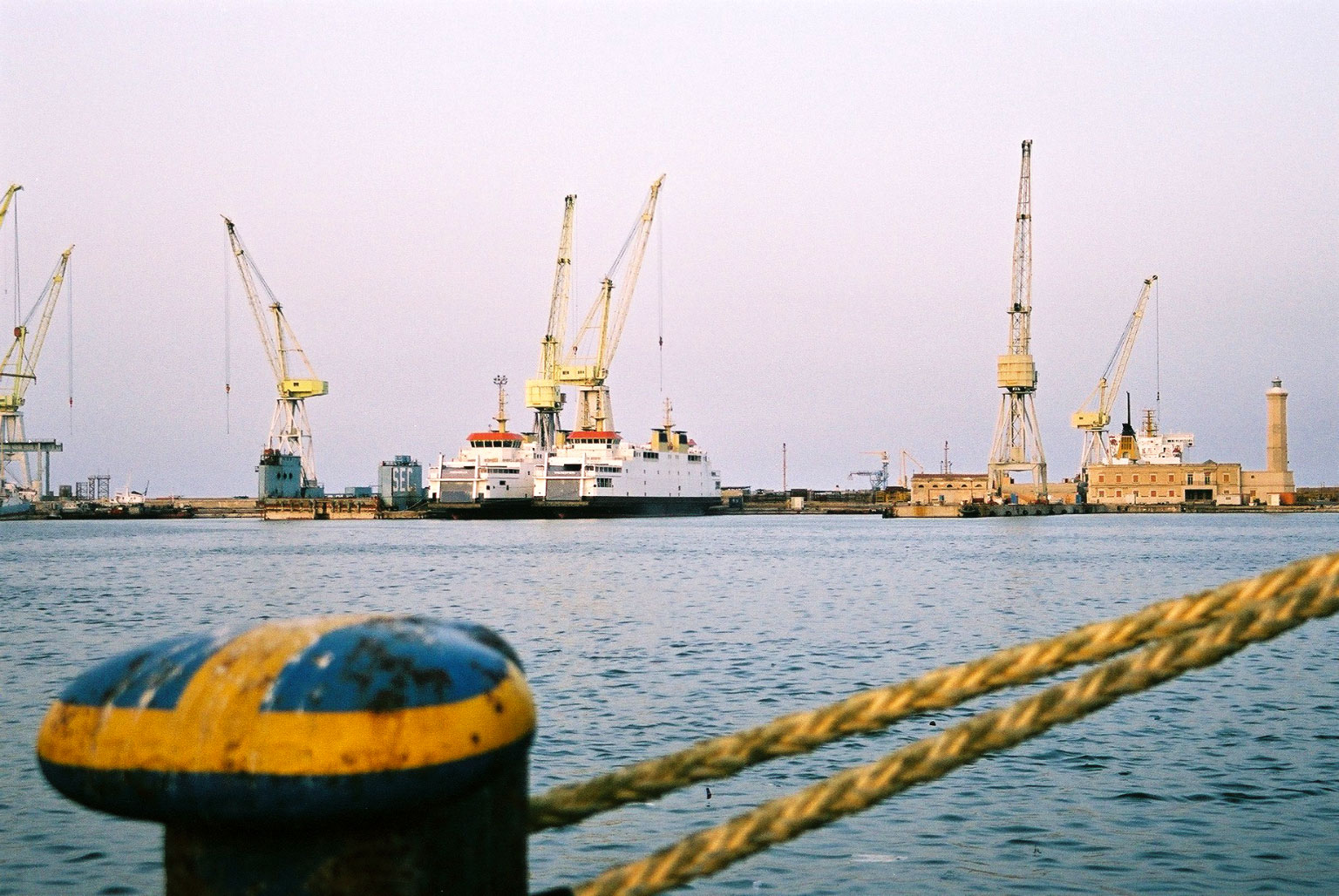
Porto Civile.

En Palermo y sus alrededores se encuentran varios puertos de veleros, pasajeros y pesqueros. El Puerto de Palermo, es el mayor puerto de pasajeros y carga de Italia. Cuenta con conexiones a todo el Mar Mediterráneo, posicionándose como el sexto puerto italiano en operaciones de cruceros.
El puerto de La Cala es uno de los más antiguos del mundo, con sus orígenes remontándose al siglo VIII a. C. cuando la entrada natural del mar en las costas de la ciudad se utilizó para anclar embarcaciones durante la etapa de desarrollo de la misma. En la actualidad ha sido remodelado y se encuentra en proceso de descontaminación para ser utilizado como puerto turístico de pequeñas embarcaciones.  Otros puertos de importancia en la zona son Arenella, Acquasanta, Sferracavallo, Mondello, Fossa del Gallo y Porto dell'Addaura.

### Aéreo
El transporte aéreo se realiza por medio de dos aeropuertos, el principal es el Aeropuerto Internacional de Palermo-Falcone y Borsellino, ubicado en Punta Raisi. Dista unos 35 kilómetros al oeste de la ciudad, y es de rápido acceso por medio de la Autostrada A29 y la línea A del Metro de Palermo. El otro aeropuerto del área es el Aeropuerto de Palermo-Boccadifalco, una ex base aérea convertida a aeródromo civil en el año 2005. Debido a sus proporciones es utilizado para vuelos regionales.

## Ciudades hermanadas
Las ciudades hermanadas con Palermo son las siguientes:
- Bizerta (Túnez)[20][21]
- Bukavu (República Democrática del Congo)[22][21]
- Chengdu (China)[22][21]
- Gdansk (Polonia)[23]
- Hanói (Vietnam)[21]
- 'Jan Yunis (Autoridad Nacional Palestina)[21]
- Lecce (Italia)[cita requerida]
- Miami (Estados Unidos)[21]
- Monterrey (Estados Unidos)[22]
- Palermo (Colombia)[21]
- Santiago de Cuba (Cuba)[22][21]
- Sestu (Italia)[21]
- Tiflis (Georgia)[22][21]
- Timişoara (Rumania)[24]
- Yaroslavl (Rusia)[22][21]
- Mérida (México)